# Ålands fredsinstitut
Ålands fredsinstitut är en oberoende forskningsstiftelse med säte i Mariehamn på Åland. Institutet bedriver forskning, utbildning och praktiskt arbete inom freds-, konflikt- och minoritetsfrågor. Särskilt fokus ligger på autonomi, självstyrelse, demilitarisering och konflikthantering, med utgångspunkt i Ålands särställning. Institutet är politiskt och religiöst obundet, grundat 1992, och har konsultativ status inom ECOSOC. Styrelsen ansvarar för den övergripande verksamheten och forskarrådet leder den vetenskapliga inriktningen. Institutet ingår i flera nationella och internationella nätverk.

## Verksamhet
Ålands fredsinstitut arbetar för att öka kunskap, dialog och utveckling inom freds-, autonomi- och minoritetsfrågor, särskilt i en nordisk och östersjöregional kontext. Verksamheten omfattar forskning, utbildning, praktiska projekt och samarbete med andra aktörer.

### Forskning
Forskare och gästforskare vid institutet är verksamma inom tre huvudområden: säkerhet, autonomier (inklusive Ålandsexemplet) och minoriteter. Institutet publicerar böcker och rapporter inom dessa områden. Det anordnar även seminarier och konferenser, ofta med deltagare från Åland, Norden och Östersjöområdet. Biblioteket är öppet för både forskare och allmänhet. Institutet ordnar dessutom seminarier om autonomi och konflikthantering för grupper från konfliktområden i olika delar av världen.

### Utbildning och fredsfostran
Institutet erbjuder kurser och seminarier på Åland och internationellt. Utbildningarna behandlar konflikthantering och icke-våld, global och regional säkerhet, demokrati, mänskliga rättigheter, autonomier, minoritetsfrågor samt förebyggande av människohandel.  
Ett av de viktigaste projekten är Fredsfostran, som genomförs i samarbete med Ålands landskapsregering och de åländska grundskolorna. Syftet är att stärka skolornas arbete med konflikthantering, icke-våld, tolerans och skolmedling.

### Närområdessamarbete
Ålands fredsinstitut samarbetar med organisationer i Litauen, Vitryssland och Kaliningrad-området i Ryssland. Samarbetet har bland annat sitt ursprung i centret Nendre i Vilnius, som grundades 1998 av institutet och kvinnoklubben Devyndarbe. Nendre erbjuder sociala tjänster till familjer med ensamstående mammor, till exempel stöd, dagvård för små barn och eftermiddagsverksamhet för skolbarn. Centret har blivit en av de ledande organisationerna för jämställdhetspedagogik i Litauen.
Sedan 2005 har Nendre delat sina erfarenheter med organisationer i Vitryssland och Kaliningrad. Målet är att stärka marginaliserade grupper så att de kan påverka sina egna liv. Projekten omfattar utbildning, rådgivning och aktiviteter för kvinnor och barn.
Institutet har också bidragit till att sprida tjejgruppsmetoden i Litauen. Metoden, som utvecklats i Norden och anpassats till lokala förhållanden, stärker unga flickor och förebygger människohandel. Arbetssättet har även börjat användas i Vitryssland.

### Ungdomsarbete och internationella program
Institutet deltar i internationellt ungdomssamarbete och engagerar sig i projekt som European Voluntary Service (EVS), där volontärer både tas emot och skickas ut. Det arrangeras även ungdomsutbyten, seminarier och kurser för att öka dialogen och förståelsen för ungas levnadsvillkor i olika länder.

### Ålands medlingsbyrå
Ålands medlingsbyrå drivs av Ålands fredsinstitut på uppdrag av länsstyrelsen på Åland. Medlingsbyrån erbjuder avgiftsfri medling enligt lagen om medling vid brott och vissa tvister (FFS 1015/2005). Syftet är att parterna, med stöd av två frivilliga och opartiska medlare, ska kunna mötas och själva komma överens om en lösning, till exempel genom ekonomisk ersättning eller arbetsinsats.

## Publikationer (urval)
Ålands fredsinstitut har gett ut flera böcker och rapporter inom sina verksamhetsområden, bland annat:
- Fredens öar. Ålands självstyrelse, demilitarisering och neutralisering. Susanne Eriksson, Lars Ingmar Johansson, Barbro Sundback, 2006 (även på engelska och finska).
- International Obligations and National Debates: Minorities around the Baltic Sea. Sia Spiliopoulou Åkermark (red.), 2006.
- Territoriella autonomier i världen. Maria Ackrén, 2005.
- Litauisk-svenska alfabetet. Danute Mituziene (red.), 2005.
- Demilitariserade och neutraliserade områden i Europa. Christer Ahlström, 2004 (även på engelska).
- Åland, Finland och europeisk säkerhet. Teija Tiilikainen, 2002 (även på finska).
- Human Rights of Minority Women – a Manual of International Law. Sia Spiliopoulou Åkermark, 2000.